# بتلفیلد ۱۹۴۲: جاده روم
«بتلفیلد ۱۹۴۲: جاده روم» (انگلیسی: Battlefield 1942: The Road to Rome) یک بازی ویدئویی در سبک تیراندازی اول شخص است که توسط الکترونیک آرتس و در سال ۲۰۰۳ منتشر شد. «بتلفیلد ۱۹۴۲: جاده روم» در پلت‌فرم‌های رایانه شخصی و مایکروسافت ویندوز منتشر شده‌است. این بسته شش نقشه جدید از نبردهای ایتالیا مانند عملیات هاسکی و نبرد آنزیو را به بازی اضافه کرد. همچنین هشت وسیله نقلیه جدید شامل بمب افکن های Bf 110 آلمانی، Mosquito انگلیسی و تانک متوسط M3 Grant به بازی معرفی شدند. نیروهای فرانسوی و ایتالیایی نیز به عنوان ارتش های جدید در این بسته حضور دارند. یکی از ویژگی های جدید امکان نصب سرنیزه روی تفنگ ها برای مهندسان است که امکان نبرد تن به تن را فراهم می کند. سلاح های جدیدی مانند مسلسل Breda 30 ایتالیایی و Sten SMG انگلیسی نیز به بازی اضافه شده اند. علاوه بر این، صحنه های جدیدی به تیزر آغازین بازی اصلی Battlefield 1942 اضافه شده است.